# Ménippe de Sinope
Pour les articles homonymes, voir Ménippé (homonymie).
Ménippe (en grec ancien Μένιππος / Ménippos) est un influent philosophe cynique phénicien du IVe ou IIIe siècle av. J.-C. (probablement la première moitié du IIIe siècle av. J.-C.) originaire de Gadara — ou de Sinope. Il fait partie de la première génération des disciples de Diogène le cynique.

## Biographie
Ménippe est donné par Strabon comme originaire de Gadara (au nord de la Jordanie actuelle), tandis que Diogène Laërce indique qu'il est d'origine phénicienne et qu'il vit à Sinope. Cependant, Ménippe est sans doute né sur le territoire de la cité de Gadara, même si ce n'est pas là qu'il a mené sa carrière.
Selon Diogène Laërce, Ménippe était l’esclave d’un dénommé Bâton, originaire de la région du Pont, jusqu’à ce qu’il rachète sa liberté, grâce à la fois à l'argent qu'il avait mis de côté en mendiant, et à son avarice, et devienne citoyen de Thèbes. D'ailleurs, contrairement à l’idéologie des cyniques, il aurait passé sa vie à s’enrichir en pratiquant l'usure auprès d'armateurs, acquérant ainsi « une fortune colossale ». Mais à la suite d'un complot monté contre lui il se retrouva dépouillé de tous ses biens, si bien que, désespéré, il se pendit. D. Laërce relève aussi que ses ouvrages étaient remplis de moqueries, et qu'« il n'y avait rien de sérieux en [Ménippe] ».
Cependant, on doit être conscient que D. Laërce dresse un portrait à charge de Ménippe et qu'il faut prendre ses informations avec prudence,. Une attitude envers Ménippe qui transparaît en partie dans cette épigramme funéraire dont il dit que c'est « « [une plaisanterie [que j'ai] composée pour lui » », dans laquelle il souligne en particulier l'incohérence de Ménippe  qui oublie qu'il est un cynique et choisit le suicide parce qu'il a été dépouillé de tout (en quoi on n'a pas affaire à un suicide cynique, c'est-à-dire lié à la philosophie cynique,: 

« Phénicien de naissance mais chien de Crète,

Prêteur à la journée – ainsi l’avait-on surnommé –

Sans doute connais-tu Ménippe.

À Thèbes, quand un jour fut forcée sa maison

Et qu’il perdit tout son bien, ignorant ce qu’est un cynique,

Il se pendit. »

## Œuvres
Les quelques œuvres qu'il a écrites sont perdues. Selon Diogène Laërce, on compte treize ouvrages dus à Ménippe. Parmi eux, mentionnons
- Les Enfants d'Épicure*
- Les Fêtes du vingtième jour [célébrées par les enfants d'Épicure]*
- La Descente aux enfers*
- Testaments*
- Lettres*
- Réponses* aux physiciens, aux mathématiciens, grammairiens
- Vertu de Diogène* (ouvrage mentionné par Diogène Laërce en VI, 29, dans le chapitre sur Diogène).
- On lui attribue aussi la Satire Ménippée, dont Varron composa une version latine : Saturæ Menippeæ.

Les deux premiers titres de cette liste semblent bien être une critique des Épicuriens. Épicure avait demandé dans son testament que ses disciples se réunissent le vingtième jour de chaque moi pour se remémorer son souvenir, et pendant longtemps les Épicuriens se sont pliés à cette demande: on en trouve encore la mention chez Cicéron (Des fins, II, xxxi) et Pline l'Ancien (Histoire naturelle, XXXV, ii), et Athénée de Naucratis parle d'un « fidèle de la fête du vingtième jour » dans son Banquet des sages.
Comme d'autres philosophes antiques, Ménippe a cultivé « le regard d'en haut », qui permet d'observer avec un regard porté d'en haut les hommes sur terre et de les apprécier à leur juste valeur. C'est en tout cas ainsi qu'apparaît Ménippe dans l'Icaroménippe ou le voyage aérien de Lucien de Samosate : arrivé sur la lune, Ménippe observe les hommes et leurs bassesses, l'insignifiance de leurs existences, leurs disputes pour les limites d'un territoire, ou leur orgueil pour la possession de terres alors qu'elles ne sont pas plus grandes qu'un atome. Par là, il révèle les illusions dans lesquelles sont plongés les humains,.
Selon Marie-Odile Goulet-Cazé, Ménippe était sans doute agnostique, mais pas athée. En outre, elle voit en lui une des « personnalités exceptionnelles » de l'école cynique.

## Postérité

### La satire

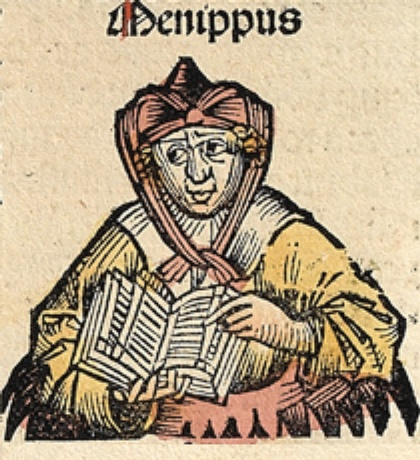
Ménippe. Représentation tirée de La Chronique de Nuremberg, 1493. Atelier de Michael Wolgemut.

Lucien de Samosate (IIe siècle) décrit ainsi Ménippe, dans la Double accusation ou les tribunaux : « le plus fort aboyeur et le plus mordant de tous les anciens Cyniques (...) comme un chien redoutable dont les morsures sont d'autant plus profondes qu'il les fait en riant et sans qu'on s'y attende. » Lucien a d'ailleurs fait de Ménippe un des personnages récurrents de ses écrits, et un grand moqueur. Marc-Aurèle relève qu'il y a — « des gens — comme Ménippe et ceux de son espèce — qui raill[ent] notre vie humaine transitoire et éphémère ».
De fait, Strabon l'avait déjà qualifié de spoudogéloïos (grec ancien: Μένιππος ὁ σπουδογέλοις, « Ménippe le satirique »), et on a donc pu dire que Ménippe est à l'origine d'un genre littéraire appelé spoudaïo-géloïon, sérieux-comique,, car il aurait introduit dans le dialogue la diatribe connue sous le nom de prosimètre, et la chrie, un genre idéal pour l'humour et la saillie. On retrouvera cette ironie chez Méléagre de Gadara et Varron.

### Ménippe chez Lucien de Samosate
Il est le personnage principal de deux dialogues de Lucien de Samosate, intitulés Icaroménippe ou le voyage aérien et Ménippe ou la nécyomancie. Dans le premier, Ménippe monte aux cieux jusqu'au séjour des dieux — grâce à des ailes dont il s'est muni, comme Icare — pour connaître la véritable nature de l'univers, tandis que dans le second, il descend aux Enfers pour savoir quel est le meilleur type de vie à adopter. En outre, plusieurs textes brefs, dans les Dialogues des morts, mettent en scène Ménippe, là aussi dans les Enfers (numéros 2 à 10, 20 et 30). Enfin, certaines Lettres ont servi de modèle à celles adressées par le dieu Cronos aux humains (en particulier au prêtre, ainsi qu'aux riches)
Le titre Satire Ménippée est devenu à la Renaissance un terme générique, qu'on retrouve notamment comme titre d'une œuvre politico-satirique dirigée contre la Ligue catholique, publiée en 1594, durant les Guerres de Religion en France : la Satire Ménippée.